# Séphora Mossé
Pour les articles homonymes, voir Mossé.
Paule Renée Séphora Mossé, née à Paris 8e le 23 mai 1890 et morte à Nice le 28 janvier 1973, est une actrice de théâtre et de cinéma française.

## Biographie
Élève de Georges Berr au Conservatoire de Paris, Séphora Mossé reçoit le prix Ponsin, destiné à l'élève femme la plus méritante des classes de déclamation dramatique, un deuxième prix de tragédie en 1912 et un premier prix de tragedie et un premier prix de comédie en 1913, qui lui vaut d'être engagée à l'Odéon où elle crée le rôle de Rachel.
En juillet 1916, elle épouse l'auteur dramatique et romancier André Avèzequi meurt quelques mois plus tard d'une crise cardiaque. Elle se remariera dix ans plus tard avec Pierre Hennique (1889-1971), un officier de Marine avec lequel elle se retirera à Nice.

## Théâtre
- 1910 : Chantecler, pièce en quatre actes d'Edmond Rostand, représentée pour la première fois le 7 février 1910 au théâtre de la Porte-Saint-Martin[8].
- 1912 : Salomé la danseuse d'André Avèze au Théâtre Impérial[9].
- 1913 : La Brebis égarée, pièce en trois actes de Francis Jammes au Théâtre Antoine[10]
- 1913 : Rachel de Gustave Grillet, mise en scène d'Antoine, création le 23 novembre 1913 à l'Odéon[11]
- 1919 : Œdipe, roi de Thèbes de Saint-Georges de Bouhélier, mise en scène de Firmin Gémier au Cirque d'Hiver
- 1920 : Les Esclaves, pièce en trois actes de Saint-Georges de Bouhélier, jouée pour la première fois le 25 avril 1920 au Théâtre des arts avec Charles Dullin[12],[13].
- 1922 : L'Atlantide, pièce en 9 tableaux de Henri Clerc, tirée du roman de Pierre Benoit à L'Eden[14].
- 1922 : La Rançon, comédie dramatique eu 3 actes de Jack Jouvin[N 2] au théâtre du Gymnase [15].
- 1923 : Beauté au Théâtre Marigny

## Filmographie
- 1917 : Le coupable[16], d'André Antoine : Perrinette Forgeat.
- 1918 : Hier et aujourd'hui, de Dominique Bernard-Deschamps : Louise Morel
- 1921 : Gigolette, d'Henri Pouctal : Zélie Vauquelin

## Source
: document utilisé comme source pour la rédaction de cet article.
- Comoedia
- Le Ménestrel, Paris, 1833-1940 (lire en ligne), lire en ligne sur Gallica